# Mimobolbus peringueyi
Mimobolbus peringueyi är en skalbaggsart som beskrevs av Renaud Maurice Adrien Paulian 1941. Mimobolbus peringueyi ingår i släktet Mimobolbus och familjen Bolboceratidae. Inga underarter finns listade i Catalogue of Life.